# Круглая баня в Тюмени
Круглая баня — общественная баня в центральном районе Тюмени. Памятник эпохи конструктивизма. Одна из трех сохранившихся круглых бань в России. Находится на улице Ленина, 3 стр. 1.

### История
Решение о строительстве новой бани в Тюмени принято 5 сентября 1929 года тюменским городским советом рабочих, крестьян и красноармейских депутатов IX созыва. Место под постройку выделили в центральной части города, в квартале улиц Республики — Ленина — Перекопская. Ссуду взяли в ЦК Банке в размере 160 000 тысяч рублей. Завершить строительство планировали в 1930 году. Из-за дефицита стройматериалов и денег, стройка затянулась. Баня открылась 1 сентября 1931 года. Строительство обошлось в 283 тысячи рублей.
Как баня работала до 2006 года. В ней мылись около 1000 человек в месяц. В настоящее время не функционирует.

### Авторы проекта
Проект «Круглая баня» архитектора А. С. Никольского повторно реализован в Тюмени. Автор проекта — А. С. Ладинский.

### Конструктивные особенности

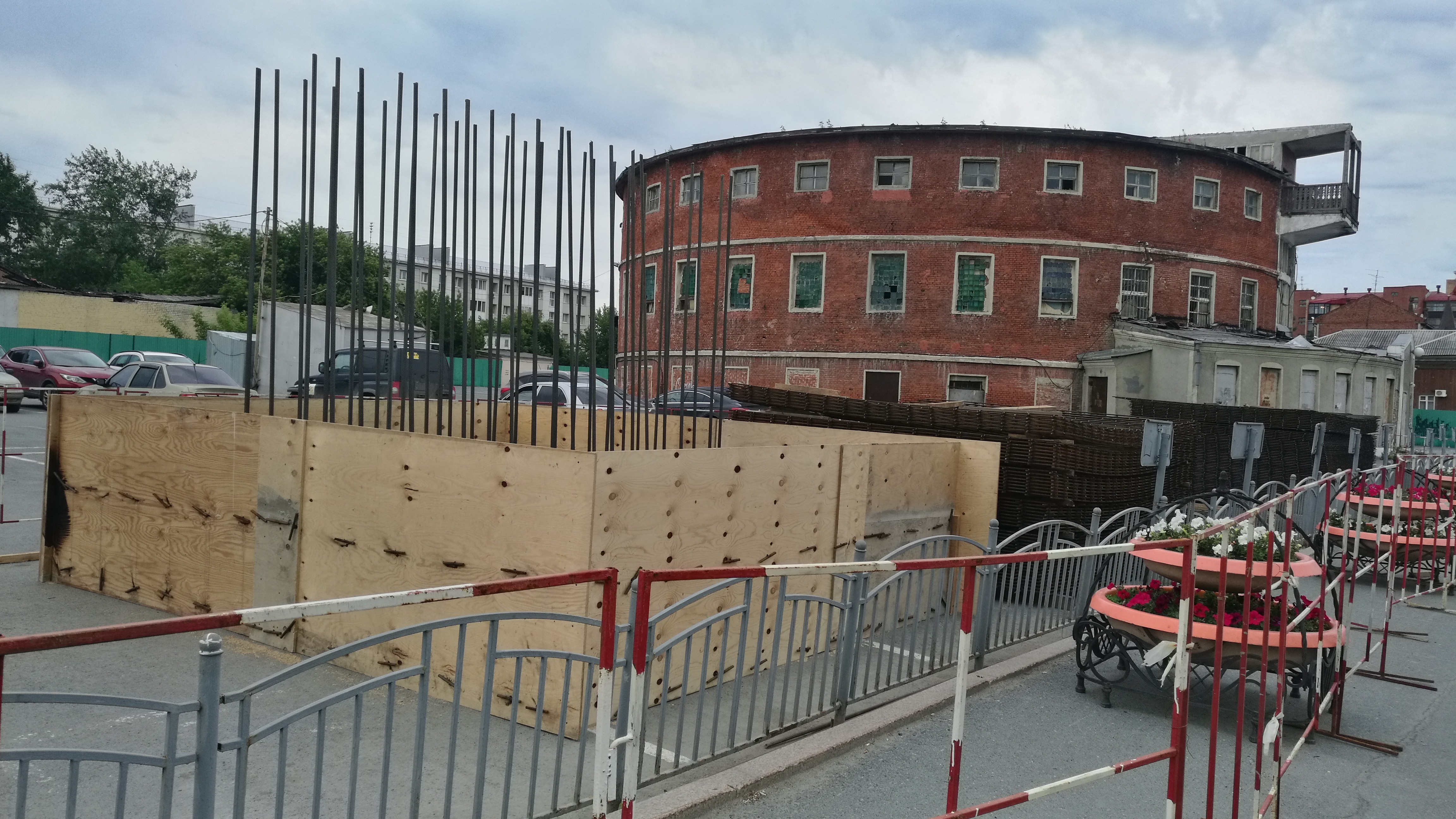
Вид сбоку (2019)

Здание трехэтажное, кирпичное. Имеет цилиндрический приземистый основной объем, нижний этаж заглублению в землю. На главном фасаде — выразительный консольный объем, центральная часть здания акцентирована вертикальным витражом. Над входом — мезонин с балконом. Одноэтажный кирпичный оштукатуренный вход достроен позже.
Окна второго и третьего этажа расположены в метрическом ритме и имеют характерную для конструктивизма раскреповка оконных рам в виде квадратных ячеек.
Здание круглое, диаметр окружности по наружнему контуру — 33,28 метра. Высота подвала и первого этажа — 4,4 метра, высота второго — 3,91.

### Значимость
Объект — единственный в Тюмени образец архитектуры авангарда и конструктивизма, уникальный для города образец архитектуры второй четверти XX века. Формирует градостроительную ткань центральной улицы. Баню признали объектом культурного наследия регионального значения 22 июля 2019 года.

### Настоящее время
Баню передали в аренду компании «Планетарий 1». Основная цель сдачи в аренду — организация общественного пространства и выставочных экспозиций. Как этого требует ФЗ «Об объектах культурного наследия <…>», работы по сохранению этого объекта арендатор выполняет за свой счет.